# 관료
관료(官僚, 영어: Bureaucrat)는 국가의 정책 결정에 중요한 영향력을 가지는 관료를 말한다. 고대에서 근대시대까지 황족을 포함한 왕족과 귀족들이 관료로서 국가 통치의 역할을 하였다.
관료는 관료주의의 구성원이며 모든 규모의 조직 관리를 구성할 수 있지만 일반적으로 정부 기관 내의 누군가를 의미한다. 관료제 사회에서 관료는 권력과 부를 모두 독점하였고 관료에게 부의 집중화가 이루어진다. 중국이나 러시아 등과 같은 사회주의 국가에서는 이러한 양상이 많이 나타난다.
관료의 영단어 bureaucrat라는 용어는 18세기에 처음 알려진 프랑스의 bureaucratie에서 파생된 bureaucracy에서 파생되었다. 관료적 업무는 이미 수세기 동안 수행되었다. 인도, 방글라데시, 파키스탄과 같은 국가에서 관료는 행정 수준과 장관급에서 정부 부문을 운영하는 신분으로 알려져 있다. 이 용어는 기업 부문의 관리 및 이사 임원을 지칭할 수도 있다.

## 같이 보기
- 관료제 - 특권 관료층이 지배하는 중앙집권국가 행동양식과 의식상태를 뜻한다.
- 정무직공무원 - 현대 시대의 중앙집권국가 관료를 뜻한다.